# Minotaurasaurus
Minotaurasaurus é um gênero de dinossauro do Cretáceo Superior cuja origem é desconhecida (provavelmente do deserto de Gobi). Há uma única espécie descrita para o gênero Minotaurasaurus ramachandrani.